# Neoitamus fertilis
Neoitamus fertilis là một loài ruồi trong họ Asilidae. Neoitamus fertilis được Becker miêu tả năm 1925. Loài này phân bố ở miền Ấn Độ - Mã Lai.